# Jérémy Keryhuel
Jérémy Fafa Keryhuel, född 28 oktober 1994 i Paris, är en fransk-ivoriansk fäktare som tävlar i florett.

## Karriär
Keryhuels far är från Frankrike och mor från Elfenbenskusten och han har dubbelt medborgarskap. Keryhuel började med fäktning som femåring. Han tävlade för Frankrike på ungdomsnivå men valde 2017 att representera Elfenbenskusten. Vid afrikanska mästerskapen 2017 i Kairo tog Keryhuel brons i florett. Vid afrikanska spelen 2019 i Rabat tog han brons i lagtävlingen i florett.
I april 2024 vann Keryhuel den afrikanska olympiska kvalturneringen i Alger och blev den första manliga fäktaren genom tiderna från Elfenbenskusten att kvalificera sig för de olympiska spelen. I juni samma år tog han brons i florett vid afrikanska mästerskapen 2024 i Casablanca. Vid olympiska sommarspelen 2024 i Paris blev Keryhuel utslagen i sextondelsfinalen i florett av amerikanske Alexander Massialas.